# Анисовка (станция)
Ани́совка — внеклассная сортировочная станция Приволжской железной дороги.
Как и все станции линии Покровская Слобода — Уральск Рязано-Уральской железной дороги, станция Анисовка строилась с шириной колеи 1000 мм, и лишь в 1910-е годы была перестроена на стандартную колею — 1520 мм. Во время строительства станция не имела коммерческого значения и служила лишь для передачи вагонов, поступающих с паромной переправы РУЖД на станцию Покровская Слобода (ныне станция Покровск).
Станция Анисовка открыта для всех видов грузовых операций.
Западнее станции был расположен ж/д переезд оснащёный шлагбаумом светофором и устройством заграждения переезда по мясокомбинатной улице на переезде собирались заторы 1 сентября 2014 года железнодорожный переезд был для автотранспорта закрыт и заменён эстакадой потом переезд реконструировали в ж/д переход с сигнализацией.
На станции четыре парка, механизированная сортировочная горка.
На станции расположены: эксплуатационное локомотивное депо Анисовка, моторвагонное депо Анисовка (ТЧприг-14) (в парке электропоезда ЭР9Т, ЭД9Т, ЭД9М, ЭД9Э), Анисовская дистанция пути и другие предприятия железнодорожного транспорта.
Станция входит в Саратовский железнодорожный узел.

## Дальнее следование по станции
| № поезда                         | Маршрут движения                 | № поезда                         | Маршрут движения                 |
| Круглогодичное обращение поездов | Круглогодичное обращение поездов | Круглогодичное обращение поездов | Круглогодичное обращение поездов |
| -------------------------------- | -------------------------------- | -------------------------------- | -------------------------------- |
| 5 «Лотос»                        | Астрахань — Москва               | 6 «Лотос»                        | Москва — Астрахань               |
| 109                              | Астрахань — Санкт-Петербург      | 110                              |                                  |
| 147                              | Нижневартовск — Астрахань        | 148                              | Астрахань — Нижневартовск        |
| Сезонное обращение поездов       |                                  |                                  |                                  |
| 461                              | Уфа — Адлер                      | 462                              | Адлер — Уфа                      |